# Kōhaku Kuroboshi
Kōhaku Kuroboshi  (黒星 紅白, Kuroboshi Kōhaku) aussi connu sous le nom de Takeshi Iizuka (飯塚 武史, Iizuka Takeshi) est un illustrateur japonais et un character designer née en 1974 dans la prefecture de Kanagawa, et vit actuellement dans la préfecture de Fukuoka. 

Il est surtout connu pour ses fréquentes collaboration avec Keiichi Sigsawa, comme illustrateur et character designer des séries de light novel :  L'Odyssée de Kino et Allison. Il a aussi travaillé pour d'autres auteurs et développeurs de jeux vidéo.

## Travaux

### Illustration
- L'Odyssée de Kino
- Gakuen Kino (un spin-off de L'Odyssée de Kino)
- Allison
- Lillia and Treize
- Meg and Seron
- Heisa no System
- Hokago Taima Roku
- Aquarian Age Novel
- Kosumosu no Sora ni
- Ocha ga Hakobarete Kuru Made ni 〜A Book At Cafe〜 [1]
- Yoru ga Hakobarete Kuru Made ni 〜A Book in A Bed〜 [2],[3]
- Couverture de l'album et du livrey de Yoru ga Hakobarete Kuru Made ni 〜A Song in A Bed〜[3],[4]

### Character design
- Summon Night
- Sky Girls (première ébauche du protagoniste mâle)
- Shigofumi: Letters from the Departed (première ébauche)
- Sacred Blaze

### Artbooks
- The Beautiful World [5],[6]
- Coadventure [7]